# Koch-féle posztulátumok
A Koch-féle posztulátumok a betegségek mikrobiális eredetére vonatkozó követelmények. Robert Koch  és Friedrich Loeffler bakteriológusok dolgozták ki 1884-ben, Koch publikálta 1890-ben.
A követelmények:
- A mikroorganizmus az adott betegség minden esetében jelen kell legyen, hiányozzon az egészségeseknél.
- A mikroorganizmus színtenyészetben kimutatható legyen.
- A kitenyésztett mikroorganizmust érzékeny állatba oltva ki lehessen váltani a betegséget.
- A mikroorganizmus színtenyészetben kitenyészthető legyen a kísérleti állatból.

Koch később maga is eltekintett az első feltétel általános érvényességétől, miután a kolera, később pedig a hastífusz esetén találtak tünetmentes, illetve szubklinikus fertőzött személyeket is.